# Paracladura decussata
Paracladura decussata är en tvåvingeart som beskrevs av Alexander 1924. Paracladura decussata ingår i släktet Paracladura och familjen vintermyggor. Inga underarter finns listade i Catalogue of Life.